# Кубок світу з маунтбайку

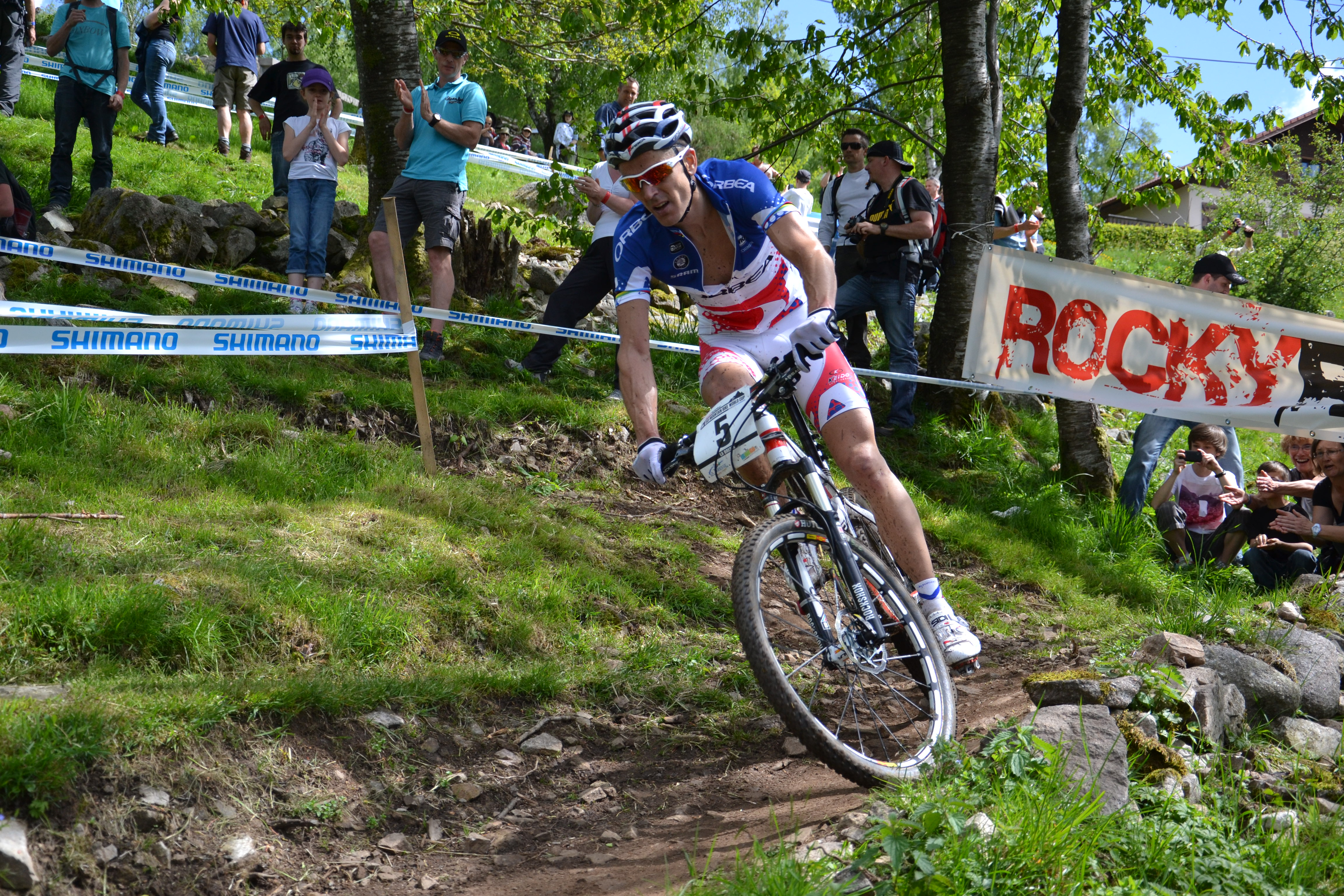
Француз Жульєн Абсалон — п'ятикратний переможець у крос-кантрі.

Кубок світу з маунтбайку (англ. UCI Mountain Bike World Cup) — багатоетапні перегони з маунтбайку під егідою Міжнародного союзу велосипедистів. Перші змагання із крос-кантрі відбулися 1989. Кубок світу з даунхілу розпочався два роки згодом, а подвійний слалом — у 1998. Подвійний слалом розвинувся у фор-крос у 2002 році.

## Крос-кантрі

### Чоловіки
| Рік  | 1-ше              | 2-ге                 | 3-тє                 |
| 1991 | Джон Томак        | Герхард Задробилек   | Девід Венс           |
| 1992 | Томас Фрішкнехт   | Джон Томак           | Нед Оверенд          |
| 1993 | Томас Фрішкнехт   | Джон Томак           | Пітер Хрік           |
| 1994 | Барт Брентьенс    | Нед Оверенд          | Тінкер Хуарес        |
| 1995 | Томас Фрішкнехт   | Рун Хойдаль          | Ян Ерік Остергаард   |
| 1996 | Крістоф Дупуй     | Томас Фрішкнехт      | Мігель Мартінес      |
| 1997 | Мігель Мартінес   | Крістоф Дупуй        | Кадел Еванс          |
| 1998 | Кадел Еванс       | Мігель Мартінес      | Рун Хойдаль          |
| 1999 | Кадел Еванс       | Мігель Мартінес      | Крістоф Саузер       |
| 2000 | Мігель Мартінес   | Бас ван Дорен        | Крістоф Дупуй        |
| 2001 | Ролан Грін        | Хосе Антоніо Герміда | Мігель Мартінес      |
| 2002 | Філіп Мейрагехе   | Крістоф Саузер       | Томас Фрішкнехт      |
| 2003 | Жульєн Абсалон    | Крістоф Саузер       | Філіп Мейрагехе      |
| 2004 | Крістоф Саузер    | Роель Пауліссен      | Філіп Мейрагехе      |
| 2005 | Крістоф Саузер    | Хосе Антоніо Герміда | Жульєн Абсалон       |
| 2006 | Жульєн Абсалон    | Крістоф Саузер       | Хосе Антоніо Герміда |
| 2007 | Жульєн Абсалон    | Хосе Антоніо Герміда | Крістоф Саузер       |
| 2008 | Жульєн Абсалон    | Крістоф Саузер       | Хосе Антоніо Герміда |
| 2009 | Жульєн Абсалон    | Хосе Антоніо Герміда | Баррі Стендер        |
| 2010 | Ніно Шуртер       | Жульєн Абсалон       | Ярослав Кульгавий    |
| 2011 | Ярослав Кульгавий | Ніно Шуртер          | Жульєн Абсалон       |
| 2012 | Ніно Шуртер       | Баррі Стендер        | Ярослав Кульгавий    |
| 2013 | Ніно Шуртер       | Даніель Макконнелл   | Жульєн Абсалон       |
| 2014 | Жульєн Абсалон    | Ніно Шуртер          | Даніель Макконнелл   |
| 2015 | Ніно Шуртер       | Жульєн Абсалон       | Ярослав Кульгавий    |
| 2016 | Жульєн Абсалон    | Ніно Шуртер          | Максим Мароте        |
| 2017 | Ніно Шуртер       | Стефан Темп'єр       | Максим Мароте        |

### Жінки
| Рік  | 1-ше                 | 2-ге                 | 3-тє                |
| 1991 | Сара Баллантін       | Хулі Фуртадо         | Реґіна Стифел       |
| 1992 | Руфі Маттес          | Хулі Фуртадо         | Шанталь Даукур      |
| 1993 | Хулі Фуртадо         | Руфі Маттес          | Елісон Сидор        |
| 1994 | Хулі Фуртадо         | Кароліна Олександра  | Елісон Сидор        |
| 1995 | Хулі Фуртадо         | Елісон Сидор         | Паола Пеццо         |
| 1996 | Елісон Сидор         | Ганн-Ріта Дале Флешо | Хулі Фуртадо        |
| 1997 | Паола Пеццо          | Елісон Сидор         | Шанталь Даукур      |
| 1998 | Елісон Сидор         | Лоуренс Лебучер      | Паола Пеццо         |
| 1999 | Елісон Сидор         | Ганн-Ріта Дале Флешо | Аннабелла Строппаро |
| 2000 | Барбара Блаттер      | Елісон Данлап        | Елісон Сидор        |
| 2001 | Барбара Блаттер      | Кароліна Олександра  | Маргарита Фуллана   |
| 2002 | Елісон Данлап        | Маргарита Фуллана    | Сабіне Шпіц         |
| 2003 | Ганн-Ріта Дале Флешо | Сабіне Шпіц          | Ірина Калентьєва    |
| 2004 | Ганн-Ріта Дале Флешо | Марі-Елен Премон     | Аннабелла Строппаро |
| 2005 | Ганн-Ріта Дале Флешо | Сабіне Шпіц          | Марі-Елен Премон    |
| 2006 | Ганн-Ріта Дале Флешо | Марі-Елен Премон     | Сабіне Шпіц         |
| 2007 | Ірина Калентьєва     | Марі-Елен Премон     | Рен Ченгуань        |
| 2008 | Марі-Елен Премон     | Катарін Пендрель     | Маргарита Фуллана   |
| 2009 | Елізабет Осл         | Лене Біберг          | Катарін Пендрель    |
| 2010 | Катарін Пендрель     | Віллоу Кербер        | Єва Лехнер          |
| 2011 | Жулі Брессе          | Катарін Пендрель     | Ірина Калентьєва    |
| 2012 | Катарін Пендрель     | Ганн-Ріта Дале Флешо | Катерина Наш        |
| 2013 | Таня Жакель          | Eva Lechner          | Катерина Наш        |
| 2014 | Джоланда Нефф        | Катарін Пендрель     | Таня Жакель         |
| 2015 | Джоланда Нефф        | Ганн-Ріта Дале Флешо | Ліа Дейвісон        |
| 2016 | Катарін Пендрель     | Аніка Лангвад        | Емілі Батті         |
| 2017 | Яна Беломоіна        | Майя Влощовська      | Аніка Лангвад       |